# یواس‌اس اورا (اس‌پی-۷۵)
یواس‌اس او را (اس‌پی-۷۵) (به انگلیسی: USS Ora (SP-75)) یک کشتی بود که طول آن ۵۵ فوت (۱۷ متر) بود. این کشتی در سال ۱۹۱۴ ساخته شد.